# El Totumo

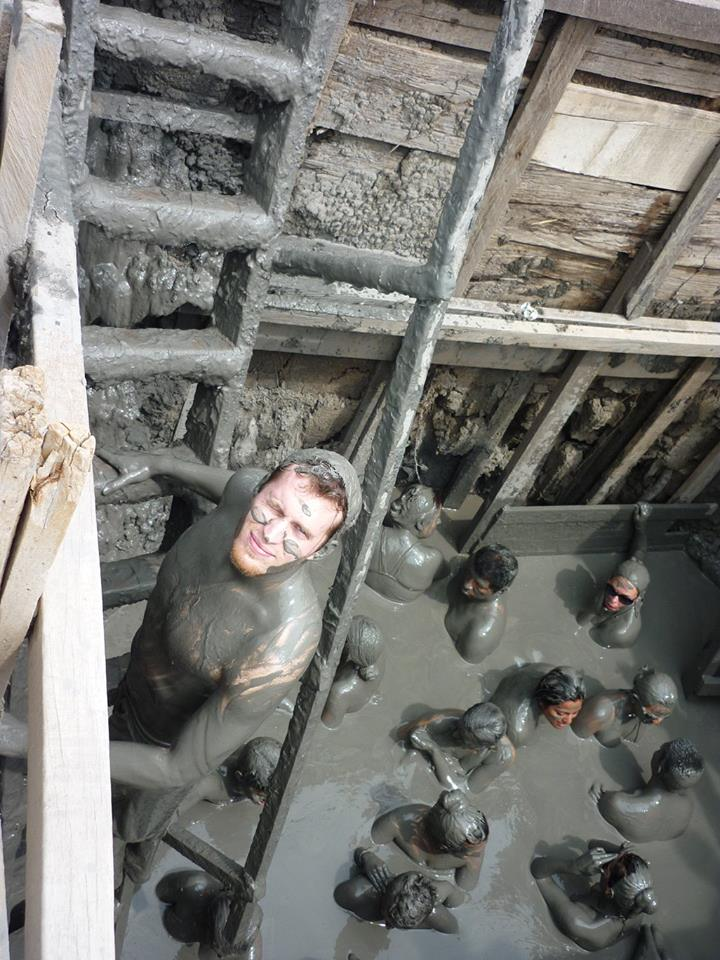
Výstup v případě nízké hladiny

Bahenní sopka El Totumo je unikátní přírodní útvar na pobřeží Karibského moře v Kolumbii. Patří mezi vyhledávané objekty rychle se rozvíjejícího turistického průmyslu v zemi.

## Geografické údaje
Sopka El Totumo se nachází v oblasti obce Santa Catalina v provincii Bolívar, na krátké odbočce od Národní dálnice 90A - Autopista Paralela al Mar, která spojuje karibská centra Cartagena de Indias, Barranquilla a Santa Marta. Nadmořská výška paty sopky je zhruba 20 m, vzdálenost od laguny Karibského moře je kolem 80 m.

## Popis
Bahenní sopka je útvar ve tvaru čtyřbokého komolého jehlanu o základně zhruba 80 x 60 m a výšce kolem 15 m.  Povrch je pokryt hlinitopísčitou sutí bez vegetačního pokryvu. Uvnitř se nachází hranolový prostor, vyplněný sopečným bahnem s proměnlivou výškou od jednoho do deseti metrů.  Sopka je nejvýraznějším a nejznámějším projevem tektonicky aktivního pásma, které se táhne podél pobřeží kolumbijského i venezuelského Karibiku a které je navázáno na mocná ložiska ropy. V tomto pásmu ze země vystupují nízké výrony silně mineralizovaného bahna s velkou četností. Ztvrdlé hroudy sopečného bahna zejména ve venezuelských savanách s oblibou olizuje pasoucí se dobytek.

## Historie
O vulkánu nebyly nalezeny nijaké zmínky v legendách původních obyvatel. Ze 17. století pochází legenda o pustošení krajiny ohněm. Situaci vyřešil místní kněz, který věřil, že dílo pochází od ďábla. Místa ze země vystupujících plamenů pokropil svěcenou vodou a na místě vyrostl klidný kopec s chladným bahnem. Tato legenda dokonale koresponduje s vývojem bahenních sopek a odkazuje pravděpodobnost geologického vzniku do časů španělské kolonizace.

## Složení sopečného bahna a možné léčebné účinky
Chemické složení sopečného bahna:
Voda 45,37%, obsah základních prvků v sušině:
Křemík 37,94%,  - křemičitany (jíl)
Hliník 19,31%, - hlinitany (jíl)
Hořčík 13,11%  - 90% sírany
Chlorid sodný 15,0%
Vápník 9,30%, uhličitany i hydrogenuhličitany
Síra 6,74%, - sírany 65%, sulfidy 28 %
Železo 1,7%, Fe2+ 24 %, Fe3+ 76%
Fosfor 1,15% - bez přesnějšího rozlišení
Zejména obsah síranů a chloridu sodného předurčuje bahno k léčbě kožních onemocnění, každopádně nejvýznamnější léčebný účinek představuje složení fyzikální. Bahno ze sopky El Totumo se skládá z mimořádně malých pevných částic, které způsobují neobyčejnou vazkost hmoty. Ta je příčinou nejen schopnosti pronikat hluboko a na dlouhou dobu do pórů pokožky, ale je i zdrojem napínavého dobrodružství turistů při slézání do nitra sopky po kluzkém žebříku. Návštěva vnitřku sopky je zatím umožněna jen jako krátkodobá turistické atrakce, a tak je bahno, prodávané na místě v plastových lahvích od minerálních vod, jen unikátním suvenýrem.

## Turistický význam

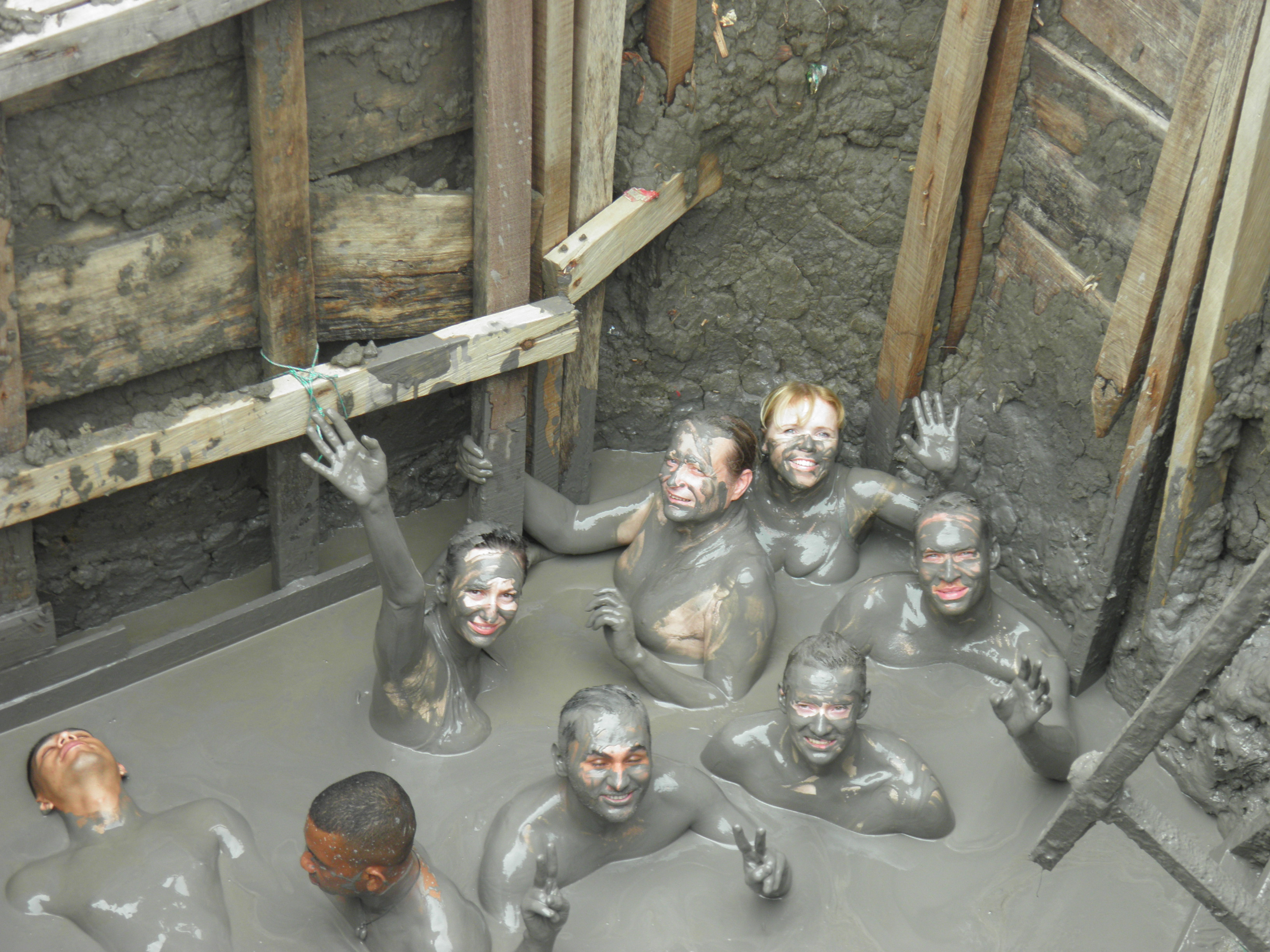
Typický záběr nadšených turistů

Návštěva a koupel v sopce El Totumo patří mezi základní prvky nabídky místního turismu. Stejně tak je koupel v bahně sopky vyhlášená i v kolumbijské populaci. Atrakce probíhá v režii místního sdružení pro turistiku a probíhá v následujících krocích (údaj z roku 2014):

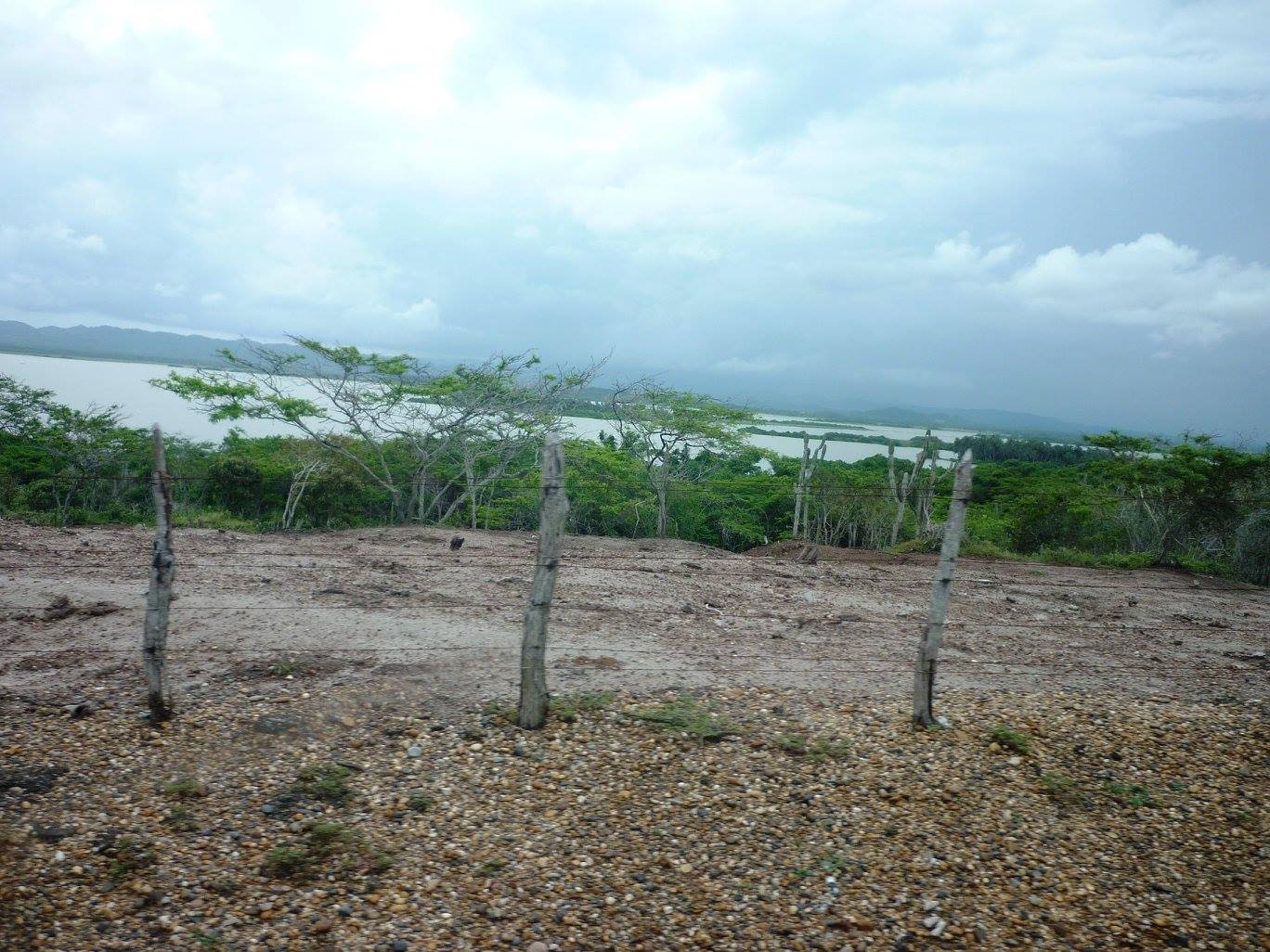
Pohled z vrcholu sopky na lagunu Karibského moře

1. Převlečení do plavek s možností předání fotoaparátu místnímu průvodci za účelem vytvoření osobní fotodokumentace
2. Sestup k bahenní hladině po kluzkém žebříku
3. Pobyt v bahně s možností masáže místními pracovníky
4. Omytí těla v blízké (cca 30 m) mořské laguně
Náročnost sestupu je ovlivněna sezónní proměnlivostí výšky bahenní náplně, která je pro opakující se návštěvníky často překvapením.
Potenciál turistického rozvoje Kolumbie je obrovský a představení sopky El Totumo turistické veřejnosti je úspěšný pionýrský čin rychle se rozvíjejícího turistického průmyslu. Zájem zahraničních, především německých návštěvníků přístavu Cartagena de Indias neustále stoupá a spolu s tím roste jak počet pracovních míst v turistických podnicích v Cartageně, tak i možnost výdělku obyvatel v okolí samotné sopky.